# Hingham (Engeland)
Hingham is een civil parish in het bestuurlijke gebied South Norfolk, in het Engelse graafschap Norfolk met 2367 inwoners.
Hingham was de heem van de voorouders van Abraham Lincoln, en een standbeeld van hem ligt in de kerk van Saint Andrew.  Ook in de kerk is een Duitse gebrandschilderd raam.